# جوناس أرمسترونغ
جوناس أرمسترونغ (بالإنجليزية: Jonas Armstrong)‏ (و. 1981 – م) هو ممثل، وممثل أفلام، من جمهورية أيرلندا، ولد في دبلن.

## التعليم
تعلم في الأكاديمية الملكية للفنون المسرحية، في تخصص تمثيل، وتحصل منها على بكالوريوس الآداب.

## وصلات خارجية
- جوناس أرمسترونغ على موقع IMDb (الإنجليزية)
- جوناس أرمسترونغ على موقع ألو سيني (الفرنسية)
- جوناس أرمسترونغ على موقع أول موفي (الإنجليزية)
- جوناس أرمسترونغ على موقع قاعدة بيانات الأفلام السويدية (السويدية)
- جوناس أرمسترونغ على موقع قاعدة بيانات الفيلم (الإنجليزية)
- جوناس أرمسترونغ على موقع كينوبويسك (الروسية)